# Queimadura solar

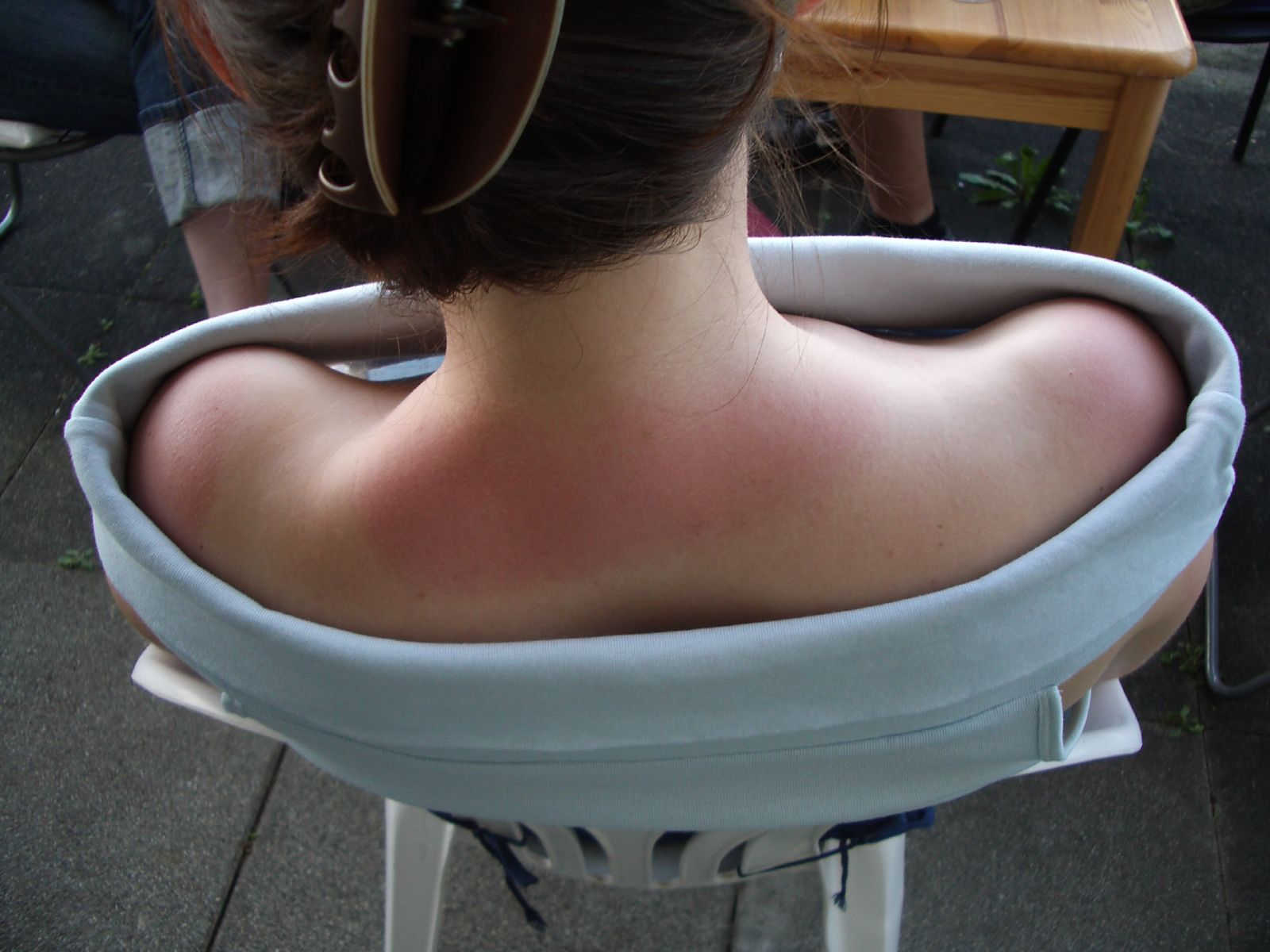
Ombros e pescoço queimados

Uma queimadura solar é uma queimadura na pele produzida pela superexposição à radiação ultravioleta (UV), geralmente dos raios solares. Uma queimadura semelhante pode ser produzida por uma superexposição a outras fontes de UV como lâmpadas de bronzeamento, ou profissionalmente, em soldadores. Os sintomas usuais são pele avermelhada e quente ao toque, sensação de ardor e leve tontura.
As queimaduras solares podem, ao longo prazo, contribuir para o desenvolvimento de câncer de pele. Este processo, pode ser evitado através do uso de filtro solar, roupas (e chapéus) e com a limitação do tempo de exposição solar, especialmente durante o período de 10h às 16h do dia.

## Desenvolvimento e consequências

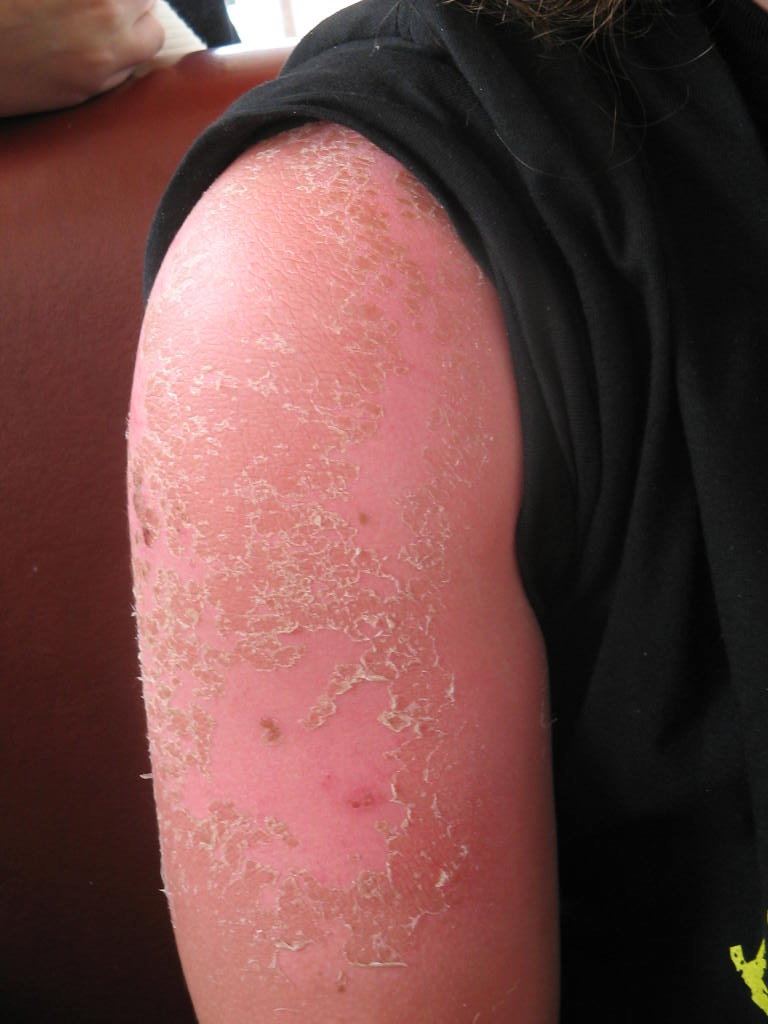
A destruição das camadas inferiores da epiderme provoca perda rápida das camadas superiores.

Tipicamente há uma vermelhidão inicial (eritema), seguida por vários graus de dor, ambos proporcionais em severidade à duração e intensidade da exposição. Essa condição ocorre quando a radiação UV incidente excede a capacidade de proteção da melanina da pele. As concentrações deste pigmento variam bastante entre as pessoas, mas em geral, pessoas de pele escura têm mais melanina do que aqueles de pele mais clara. Consequentemente, a incidência de queimadura solar entre indivíduos de pele escura é menor.
A radiação UV é dividida em UVA (380–315 nm), UVB (315–280 nm) e UVC (280-180 nm). O ozônio presente na atmosfera terrestre filtra uma porção desta radiação antes que ela atinja a superfície do planeta. A radiação UVC é quase totalmente absorvida pela atmosfera, entretanto boa parte das radiações UVA e UVB ultrapassam as camadas protetoras de forma a causar queimaduras mesmo em curtos períodos de exposição como apenas quinze minutos. Apesar dos danos causados à pele, nos primeiros momentos não há sintomas.
Após a exposição, a pele pode se tornar vermelha em 2 a 6 horas. A dor geralmente é mais forte 6 a 48 horas depois da exposição. A queimadura continua a se desenvolver por 24 a 72 horas ocasionalmente seguida por uma escamação da pele em 3 a 8 dias. Escamação e coceira podem continuar a ocorrer durante várias semanas.
Os sintomas comuns da queimadura solar incluem fraqueza, dor, edema, coceira e/ou escamação da pele, náusea e febre. Também, uma pequena quantidade de calor é dispersa da queimadura, dando um sentimento de aquecimento à área afetada. As queimaduras solares podem ser de 1º ou 2º grau.
Queimaduras solares menores tipicamente causam nada mais do que uma pequena vermelhidão nas áreas afetadas. Em casos mais sérios pode haver a existência de bolhas, requerendo cuidados médicos.
A respeito do espectro da radiação solar, a faixa responsável pela severidade das queimaduras solares encontra-se no UVB 320 nm, faixa de transição com o UVA.
Isso é baseado em dois fatores:
1. atividade eritemal - o efeito específico dos diferentes comprimentos de onda de radiação na pele
2. radiação solar - o quanto de qualquer comprimento de onda de radiação solar pode ser esperado a ser incidente na superfície da Terra

A irradiação métrica eritemal resultante é calculada ponderando as medições da irradiação solar com medidas experimentais de atividade eritemal. Quando o produto é representado graficamente, há um pico em 308 nm.
A nível celular, a luz UVB causa dano ao DNA o que pode ser passado para gerações seguintes de uma célula progenitora, levando ao risco aumentado de câncer de pele. As células danificadas morrem e liberam toxinas que são responsáveis pela náusea e febre. Se muitas morrem, pode ocorrer um escamação da pele.
O risco mais crítico e importante a longo prazo causado pela queimadura solar é o aumento de chance de ocorrer um câncer de pele, que se acredita que está altamente relacionado. Um incidente de queimadura com bolhas dobra o risco de se ter um melanoma maligno . Mas enquanto a severidade da queimadura solar é um indicativo da exposição recente à radiação, também há a penetração profunda pelo UVA que ocorre na ausência de sintomas perceptíveis. Acreditava-se que a radiação UVB era o único agente a causa o câncer de pele, mas estão surgindo diversas evidências que suportam a teoria de que as radiações UVA e UVB implicam no câncer de pele.

## Aumento do risco
O risco de queimadura solar aumenta com a proximidade ao equador terrestre. Também pode ser aumentado por produtos farmacêuticos que tornam alguns usuários mais sensíveis à radiação UV. Certos antibióticos, contraceptivos e tranquilizantes têm este efeito. Pessoas ruivas e/ou com sardas geralmente têm um maior risco de sofrer uma queimadura solar do que outras devido ao tom de pele mais claro.
O bronzeamento solar, que se desenvolve naturalmente em algumas pessoas como um mecanismo de proteção contra o sol, é desejado por muitos no mundo ocidental. O que leva a um aumento na incidência de queimaduras solares e na popularidade das camas de brozeamento artificial como meio de conseguir um bronzeado.
Um estudo de 2003 revelou que 36% dos adultos americanos têm uma queimadura solar pelo menos uma vez ao ano, enquanto outro estudo revelou que 50% dos canadenses haviam sofrido pelo menos uma queimadura nos dois meses anteriores ao estudo.
Nos últimos anos, a incidência e a severidade das queimaduras solares têm crescido em todo o mundo, especialmente no hemisfério sul, devido ao dano à camada de ozônio.

## Proteção

### Pele
É recomendável consultar um índice de UV para determinar o nível de proteção que é necessária. Boas formas de proteção incluem usar camisas de manga longa, chapéus com abas, bonés e sombrinhas quando ao sol. A baixa exposição ao sol das 10 da manhã até às 3 da tarde também é recomendável.
Existem produtos à venda que bloqueiam a luz UV, conhecidos como filtro solares. Algumas vezes chamados cremes solares ou bloqueadores solares, eles possuem uma taxa de Fator de Proteção Solar (FPS), baseado na capacidade do bloqueador reduzir a radiação UVB sobre a pele: quanto maior a taxa de FPS, maior a proteção. Um filtro solar com FPS 15 bloqueia 93.3% de UVB e um de FPS 30 bloqueia 96.7%. É melhor utilizar um bloqueador de espectro grande para proteger tanto a radiação UVA quanto UVB. É prudente utilizar fórmulas a prova d'água quando realizar atividades aquáticas. Os melhores filtros amenizam tanto a radiação UVA quanto UVB. Note que o fator de proteção é efetivo quanto aplicado ao menos 2 μl por centímetro quadrado de pele exposta ao sol. Isto significa aproximadamente 28 ml para cobrir um corpo inteiro de um homem adulto, o que é uma quantia muito maior do que as pessoas usam na prática.
Contrariando o senso comum, o filtro solar deve ser reaplicado a cada 2-3 horas. Pesquisas têm mostrado que para melhor proteção deve-se aplicar de 15 a 30 minutos antes da exposição solar e reaplicado depois de 15 ou 30 minutos após o início da exposição ao sol. Futuras reaplicações são necessárias apenas após atividades aquáticas, como nadar, ou após suar ou esfregar-se em algum local como areia ou toalhas.  Isto varia de acordo com indicações do produto, variando de 80 minutos na água a algumas horas, dependendo da qualidade.
Outro método de proteção contra a radiação solar são as roupas de proteção solar. Essas roupas, um conceito relativamente novo nos Estados Unidos, são classificadas através do Fator de Proteção Ultravioleta. Semelhante à graduação FPS dos filtros solares, uma vestimenta com FPU 30 bloqueia 96.7% dos raios UV.

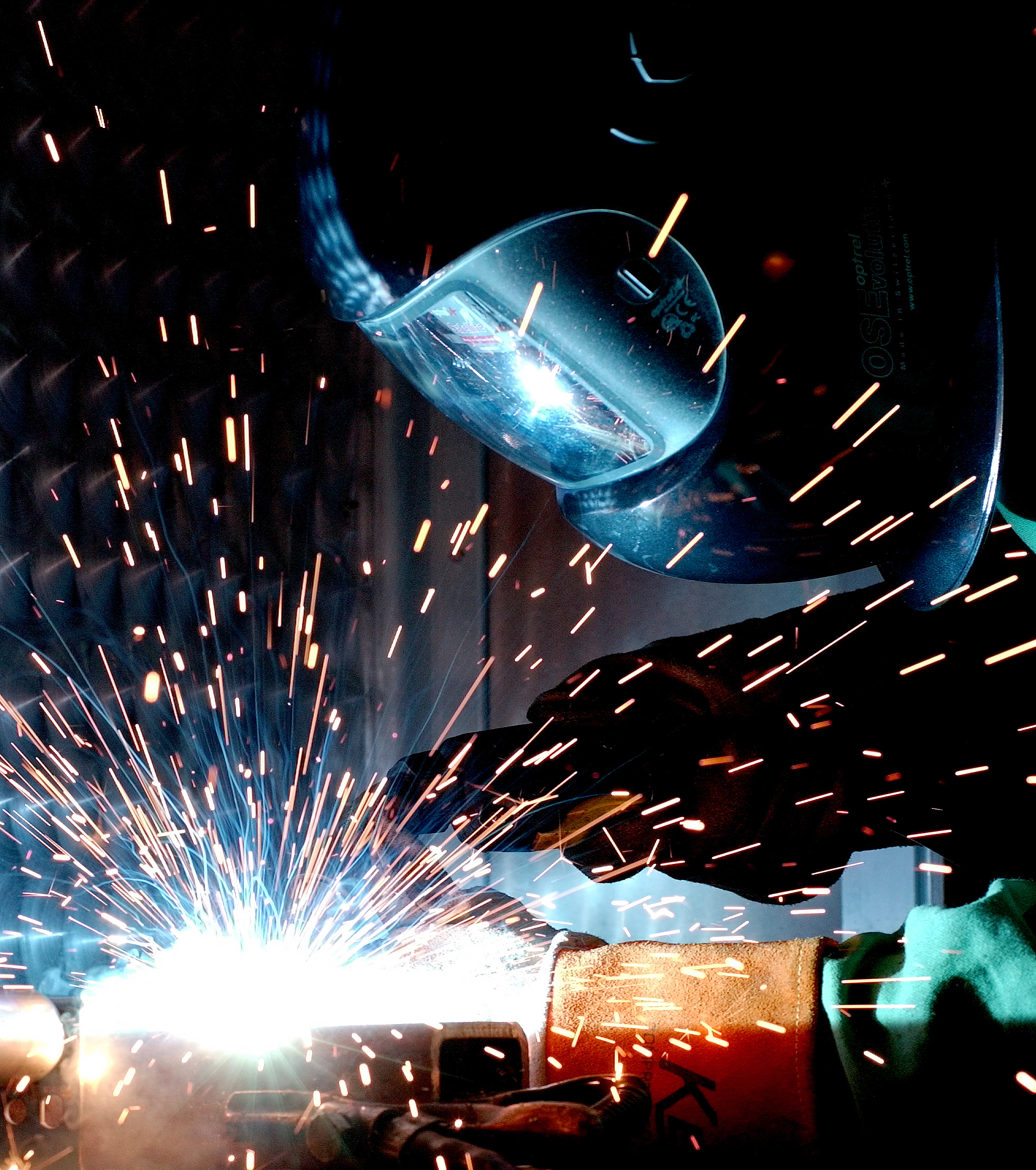
Capacete de solda em uso

Quando ao trabalhar uma pessoa é exposta a qualquer fonte artificial de UV, uma vestimenta especial de proteção (por exemplo, capacete de soldagem) deve ser vestida.

### Olhos
Os olhos não devem ser esquecidos, e óculos de sol wrap-around que bloqueiem a luz UV também devem ser usados. A luz UV implica o desenvolvimento de pterígio e catarata.

## Primeiros Socorros
O melhor tratamento para a maioria das queimaduras solares é o tempo—em algumas semanas, elas irão curar.  Um alívio imediato temporário da dor pode ser obtido colocando-se uma toalha fria e molhada na área afetada, ou tomando um banho frio. Queimaduras mais graves podem ser tratadas com pomadas específicas.
Existem Inúmeros produtos de pele que são vendidos ao redor do mundo para alivio da dor de uma queimadura solar. Os mais populares contém ALOE com LIDOCAINA e/ou Vitamina E.  Em muitos casos, a aplicação da água fria ou o gelo dão o alívio imediato mas provisório da dor.
Algumas pessoas dizem que pode ser feita a aplicação de vinagre branco e vinagre de maçã cidra, mostarda, óleo de lavanda, chá gelado,iogurte, tomates, leite de amêndoa, abacate, ou pepino nas areas afetadas. Essas medicações não foram testadas e podem fazer mais mal do que bem.  Sabe-se, por exemplo, que a Erva de São João causa fotosensibilidade que pode levar uma pessoa a ter queimaduras em situações que normalmente não as teriam. Ernst et al., 1998) -->.
A dor da queimadura solar pode ser tratada com um analgésico tais como paracetamol ou ibuprofeno.
A escamação causada pela queimadura solar geralmente é acompanhada de coceira. Medicamentos antialergênicos como Benadryl são efetivos em parar a coceira. Medicamentos tópicos como o Caladryl e o Bepantol também são muito eficazes em trazer alívio à coceira causada pela queimadura.

## Queimadura solar em animais e plantas
A maioria dos animais pode sofrer queimaduras solares; entretanto, muitos são protegidos por uma densa camada de pêlos. Apesar dos mitos que afirmam que somente os hipopótamos e porcos podem sofrer queimaduras solares, quase todos animais—até mesmo peixes, em certas condições—podem sofre-lás (embora os porcos e hipopótamos sejam mais propensos devido à sua pele com pouco pêlos e menor produção de óleo, um protetor solar natural). O porco da raça Tamworth tem uma densidade de pêlos especial que ajuda a minimizar as queimaduras.
Variações na pigmentação, densidade de pêlos e mutações genéticas como albinismo pode fazer com que alguns animais da mesma espécie sejam mais ou menos propensas a sofrerem uma queimadura solar. Cuidados especiais devem ser cuidados para proteger os que tenham mais tendência.
Mesmo algumas plantas, se expostas demais ao sol, podem queimar.

## Ver também

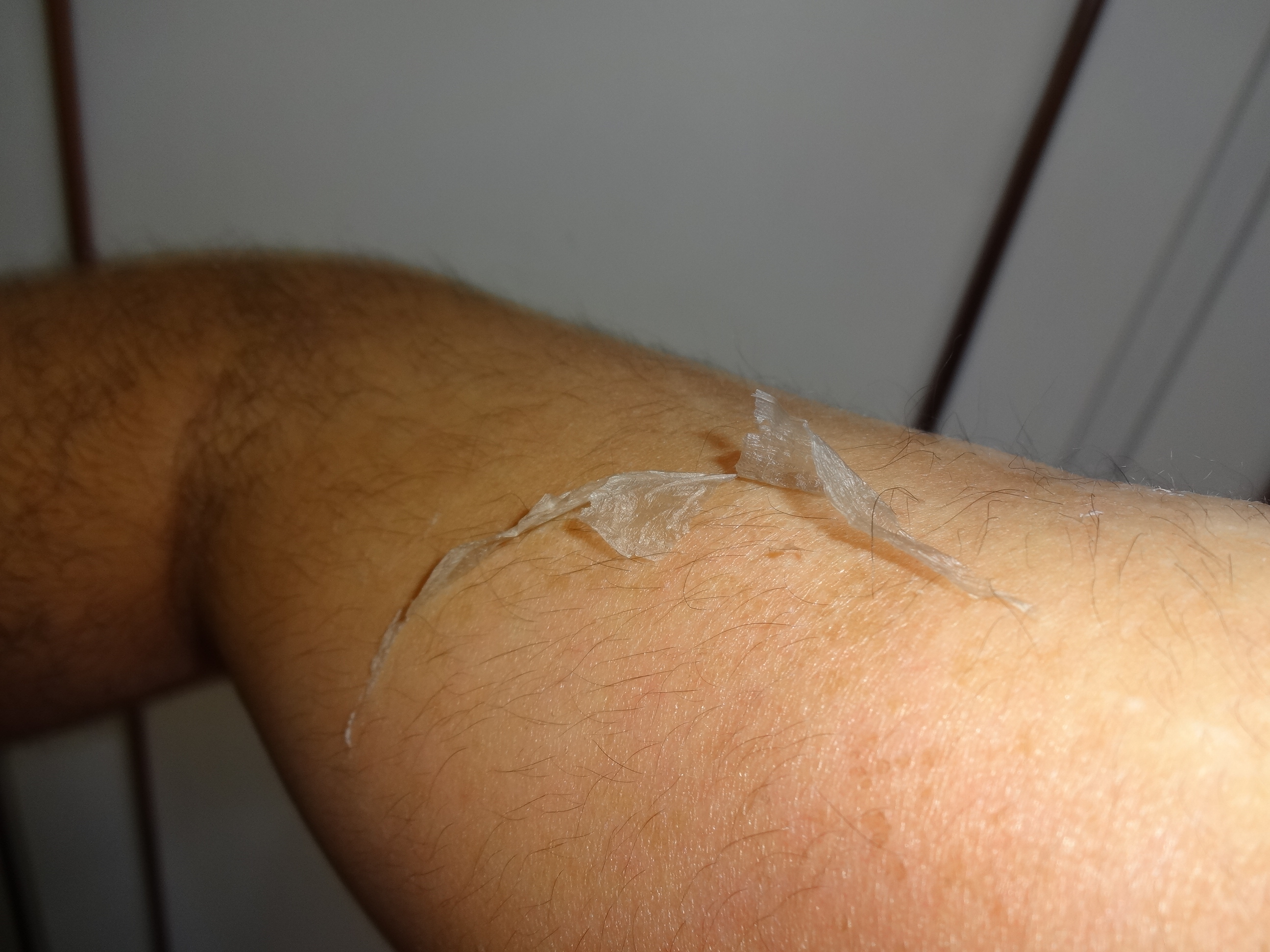
Pele descascando devido à exposição ao Sol.